# Маркос Акуња
Маркос Хавијер Акуња (шп. Marcos Javier Acuña; Запала, 28. октобар 1991) је аргентински фудбалер који тренутно наступа за Ривер Плејт. Игра на позицији левог бека.

## Успеси
Расинг
- Прва лига Аргентине (1) : 2014.[6]
- Копа Бисентенарио (финале: 2016)[7]

 Спортинг Лисабон
- Куп Португалије  (1) : 2018/19,[8] (финале: 2017/18)[9]
- Лига куп Португалије  (2) : 2017/18,[10] 2018/19.[11]

 Севиља
- Лига Европе (1) : 2022/23.[12]
- Суперкуп Европе: (финале: 2023)[13]

 Аргентина
- Светско првенство (1) :  2022.[14]
- Копа Америка (2) :  2021,[15] 2024,[16]  2019.[17]
- Куп шампиона КОНМЕБОЛ—УЕФА (1) :  2022.[18]

Појединачни
- Најбољи асистент Прве лиге Аргентине: 2016/17.[19]
- Идеални тим Ла лиге: 2021/22.[20]
- Идеални тим Лиге Европе: 2022/23.[21]